# 김연수 (국악인)
김연수(金演洙, 1907년 ~ 1974년)는 대한민국의 국악인이다. 호는 동초(東初)이며, 전남 고흥에서 태어났다. 중학교를 졸업하고 20세 때까지 한학을 공부하다가 송만갑에게서 판소리를 배웠다. 그리고 정정렬에게 《춘향가》를, 유성준에게 《수궁가》를, 정응민에게 《심청가》를 배웠다. 
그는 판소리 명창으로 이름을 날리는 한편 창극운동에 공이 크다. 1939년 조선성악연구회의 창극좌, 1942년 조선창극단에서 활약했다. 광복 후에는 조선창극단의 대표로 <논개> <호동왕자> 등에 출연했다. 6·25 전쟁 후에는 김연수창극단을 재건하여 활약했으나 여성창극단의 범람으로 고전하였다. 1962년 국립국극단이 결성되어 단장이 되고 창극의 부흥에 힘을 기울였으며 <심청전> <흥보전> 등에 출연하여 열연하였다. 국립국극단 단장 역임하였다. 
이후 《춘향가》는 무형문화재 제5호로 지정되었다. 사설의 발음이 명확하고 아니리에 능하다. 저서로는 《창본춘향가》가 있다. 